# Without You I'm Nothing
Without You I'm Nothing es el segundo disco del grupo Placebo, producido y publicado en 1998. Es el álbum más exitoso del grupo, con una buena recepción de la crítica.
Este disco marca su consagración en el panorama musical. Con la colaboración de David Bowie graban el sencillo Without you I'm nothing, que será una de sus temas más conocidos en adelante. Comienzan a alejarse de las canciones duras y se acercan a un ritmo más pausado. Every you, every me se incluye como banda sonora de la película Cruel Intentions. En este disco destaca la batería, tocada por el nuevo baterista de la banda, Steve Hewitt.
Los sencillos del álbum fueron: Pure Morning, You Don't Care About Us, Every You, Every Me, y Without You I'm Nothing
El disco debutó en la séptima posición de los UK Album Chart, y es el disco más exitoso en Inglaterra, siendo certificado con disco de platino por ventas de más de 300 000 copias vendidas, que sería certificado casi 5 años después, la cual denominó el gran éxito del álbum y ha sido incluido en varias listas de los mejores álbumes de los 90's y en 2004 fue incluido por la Rolling Stone de Alemania en el #366 de los 500 mejores álbumes de todos los tiempos.

## Canciones
1. "Pure Morning" - 4:14
2. "Brick Shithouse" - 3:18
3. "You Don't Care About Us" - 4:00
4. "Ask For Answers" - 5:19
5. "Without You I'm Nothing" - 4:10
6. "Allergic (To Thoughts of Mother Earth)" - 3:49
7. "The Crawl" - 2:59
8. "Every you Every Me" - 3:35
9. "My Sweet Prince" - 5:46
10. "Summer's Gone" - 3:05
11. "Scared Of Girls" - 3:00
12. "Burger Queen" - 22:40
  - Evil Dildo (Pista oculta)

- Datos: Q1133859